# Zemědělský dvůr Dřevíč
Zemědělský dvůr Dřevíč (k.ú. Kozojedy 30, okr. Rakovník) byl pravděpodobně původně poplužní dvůr, později využívaný jako běžný hospodářský dvůr šlechtického velkostatku. Památkově chráněn je od roku 1992.

## Popis území

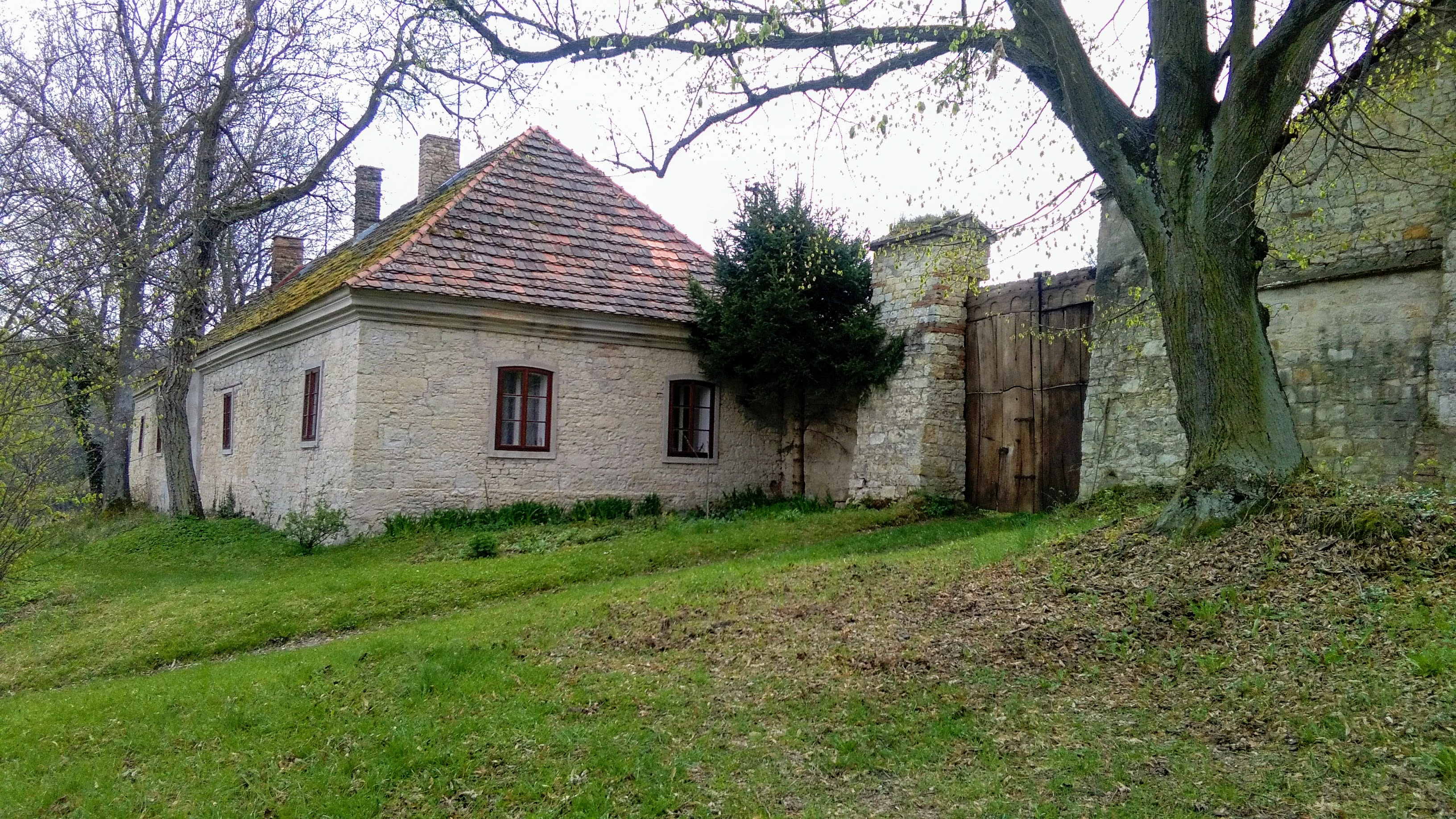
samota Dřevíč

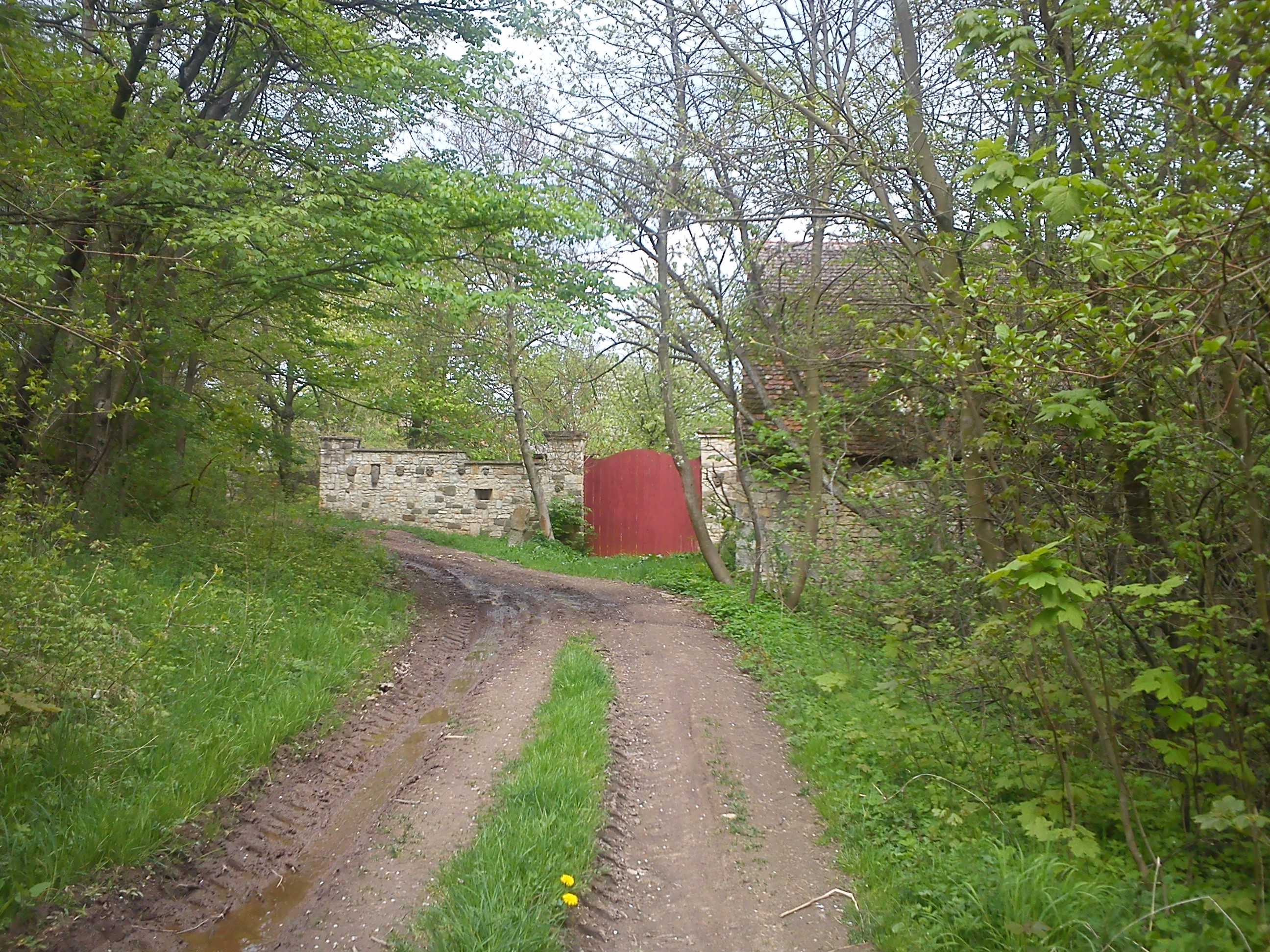
Přístupová cesta k areálu dvora

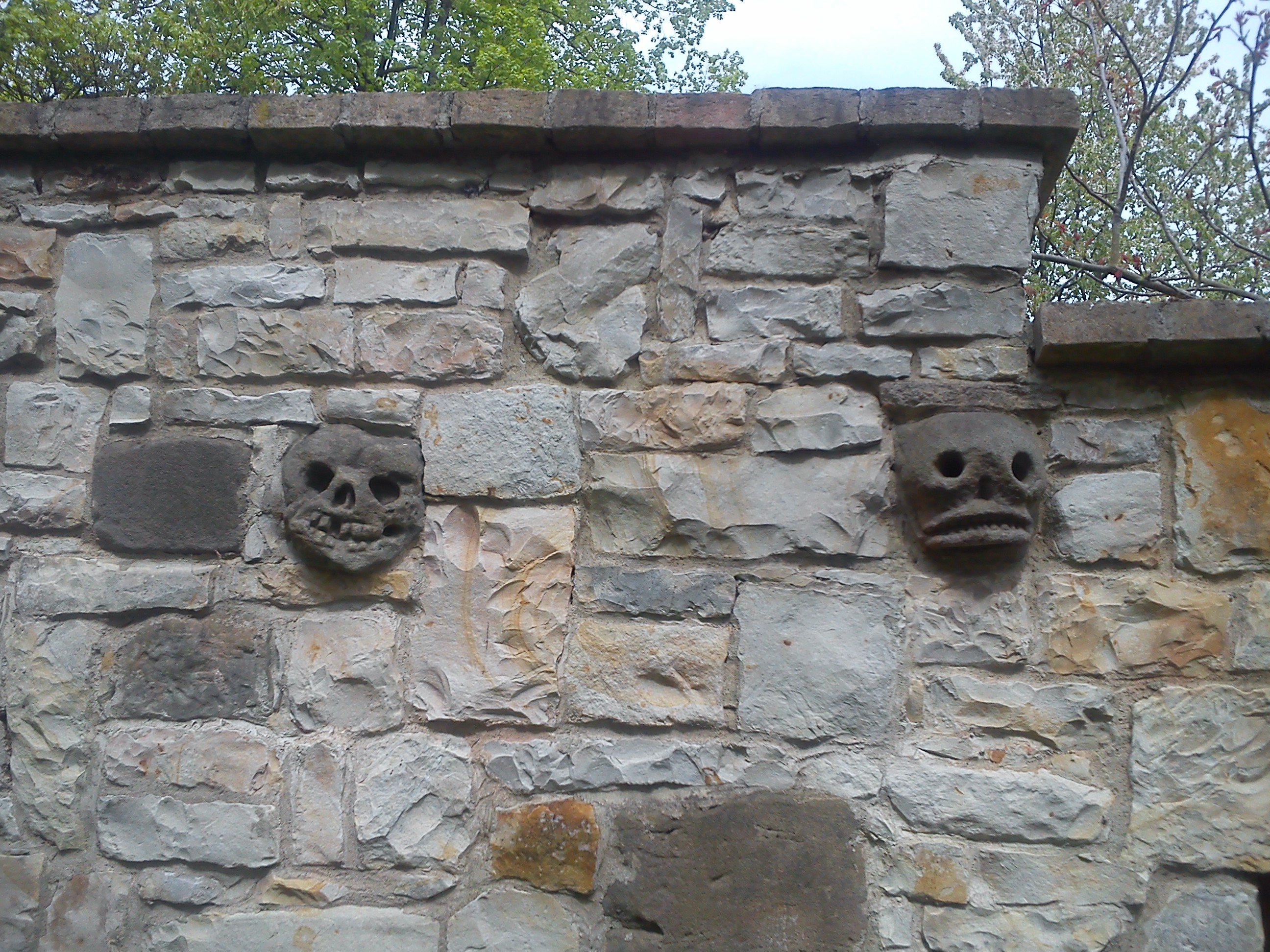
Detail ohradní zdi zemědělského dvora

Samota Dřevíč s hospodářským dvorem (statkem), hájovna Obora a kostelík sv. Václava stojí poblíž archeologické lokality Dřevíč v blízkosti obce Kozojedy na vrcholu částečně zalesněného kopce (765 metrů) obtékaného na západě Pochválovským a na severu a východě Vinařickým potokem. Stávalo zde raně středověké hradiště Dřevíč z 10. až 12. století, zůstaly jen nepatrné zbytky valů. Archeologická lokalita byla poprvé badateli uváděna v roce 1868, při stavbě kostela svatého Václava bylo objeveno starobylé pohřebiště. Hradiště prozkoumal v roce 1950 archeolog Antonín Knor. V sedmdesátých letech 20. století zde byly nalezeny středověké keramické střepy a zlomek železného nožíku. V roce 2002 byly náhodně nalezeny dvě slovanské spony ze slitiny mosazi a bronzu z první poloviny 7. století.
Vzhledem k poloze hradiště na pomezí česko-luckém je jednou z nedoložených archeologických domněnek, zda to nebylo hradiště lucké.

## Historie
Původ dvora pravděpodobně souvisí s nedalekým hradištěm Dřevíč. Měl snad funkci poplužního dvora příslušejícího k hradišti. Dosud nebyl proveden důkladný archeologický výzkum a bez něho není předpoklad středověkého dvora prokazatelný. Současná zástavba pochází asi z konce 17. nebo počátku 18. století, kdy panství vlastnil rod Schütz von Leupoldsheim. Dvůr byl přestavován a doplňován v průběhu 18. a 19. století. Novější přístavky z konce 19. století nejsou významné.

## Popis památkové hodnoty
Předmětem památkové ochrany je obytný dům, ovčín a sušárna chmele, chlévy a stáje, kolna, stodola, ohradní zeď s dvěma branami a pozemky vymezeného areálu.
Komplex budov rozlehlého areálu bývalého hospodářského dvora je situován o samotě. Kolem areálu prochází červeně značená turistická trasa, od obce Kozojedy je areál vzdálen asi dva kilometry a půl kilometru od archeologické lokality prehistorického a slovanského hradiště Dřevíč.
Dvůr vcelku pravidelné čtvercové dispozice leží na okraji lesa na poměrně prudkém svahu od vrchu Dřevíč s hradištěm.
Ve středu rozlehlého převážně travnatého dvora vyvěrá pramen. Dvůr je po obvodu uzavřen budovami a ohradní zdí s dvěma branami tak, že dvůr je průjezdný. Na severní straně dvora stojí obytný dům, vedle něj v rohu je vjezdová pilířová brána. Na západní straně je bývalý ovčín se sušárnou chmele, postavenou později. U ovčína jsou malé přístavky chlívků a přístřešků. Uvnitř ohrazeného areálu jsou další budovy: bývalý chlév, stáje, kůlna, velká stodola a druhá vjezdová brána. Hlavní budovy jsou vystavěny z neomítnuté opuky získané z nedalekých lomů na svazích přírodního parku v pohoří Džbán. Kamenné zdivo je místy doplněno cihlami.

## Současný stav
Od roku 1984 je objekt v soukromých rukou a je využíván jako rekreační objekt. Na opravené zdi jsou k vidění sochařské skulptury včetně dřevěné lodě Archa, umístěné původně na poli před areálem dvora.
Mimo areál hospodářského dvora stojí jedno obytné stavení.